# San Fernando (Bukidnon)
San Fernando ist eine Großraumgemeinde in der Provinz Bukidnon auf der Insel Mindanao in den Philippinen. Sie hat 56.138 Einwohner (Zensus 1. August 2015), die in 24 Barangays leben. Sie gehört zur ersten Einkommensklasse der Gemeinden auf den Philippinen und wird als partiell urbanisiert beschrieben. 
Ihre Nachbargemeinden sind Cabanglasan im Norden, Malaybalay City im Nordwesten, Valencia City und Quezon im Westen, Kapalong und Talaingod in der Provinz Davao del Norte im Osten und Süden. Die Gemeinde liegt ca. 70 km südöstlich von der Provinzkapitale Malaybalay City, ca. 163 km südlich der Regionalkapitale Cagayan de Oro, ca. 197 nordwestlich von Davao City und ca. 250 km nordöstlich von Cotabato City. 
Die Gemeinde liegt im Pantaron-Gebirge, das bis auf Höhen von ca. 2000 Metern aufsteigt. Die Flüsse Kulaman und Mawa-e durchfließen das Gemeindegebiet, sie wurden mehrfach als die saubersten Flüsse Bukidnons ausgezeichnet. Ein weiterer Fluss ist der Salug, er ist ein Quellfluss des Davao-Flusses.

## Barangays
| - Bonacao - Cabuling - Kawayan - Cayaga - Dao - Durian - Iglugsad - Kalagangan | - Kibongkog - Little Baguio - Nacabuklad - Namnam - Palacpacan - Halapitan (Pob.) - San Jose - Santo Domingo | - Tugop - Matupe - Bulalang - Candelaria - Mabuhay (Kalagutay) - Magkalungay - Malayanan - Sacramento Valley |